# Karel Klančnik
Karel Klančnik (* 30. Mai 1917 in Mojstrana, Österreich-Ungarn; † 8. Dezember 2009 ebenda, Slowenien) war ein jugoslawischer Skispringer.

## Werdegang
Sein olympisches Debüt gab Klančnik bei den Winterspielen 1948 in St. Moritz. Auf der Olympiaschanze sprang er auf den 23. Platz. Vier Jahre später bei den Olympischen Winterspielen 1952 in Oslo erreichte er punktgleich mit dem Österreicher Hans Eder den 29. Platz im Einzelspringen. Bei der ersten Vierschanzentournee 1953 sprang er auf der Bergiselschanze in Innsbruck auf den 17. Platz. Nachdem er auf der Paul-Außerleitner-Schanze in Bischofshofen auf den 11. Platz springen konnte, beendete er seine erste und letzte Tournee auf dem 19. Platz der Gesamtwertung.
Karel Klančnik ist der jüngere Bruder von Alojz Klančnik, der als Skilangläufer ebenfalls bei Olympia antrat.

## Erfolge

### Vierschanzentournee-Platzierungen
| Saison | Platz | Punkte |
| ------ | ----- | ------ |
| 1953   | 19.   | 392,4  |